# コバルトブルー (曲)
「コバルトブルー」とは、日本のバンド・THE BACK HORNの楽曲で、メジャー9枚目（通算10枚目）のシングルである。2004年11月3日に発売（発売元はSPEEDSTAR RECORDS）。ライブDVD『爆音夢花火』と同日発売。
表題曲は、ケロッグ「コーンフロスティ」CMソング。
初回盤 (VICL-35708)と通常盤 (VICL-35709)の2形態で発売。初回盤はCD EXTRA仕様となっており、同年の7月17日に日比谷野外音楽堂開催された野外ワンマンライブ「夏のワンマン市街戦!〜夕焼け目撃者」のライブから「甦る陽」の映像を収録している。なお、上述のライブDVD『爆音夢花火』にもこの曲の映像が収められているが、そこには未収録の映像を追加した特別版となっている。

## 収録曲
- 全作曲・編曲：THE BACK HORN

1. コバルトブルー (4:29)[5]
  - 作詞：菅波栄純
  - 同年の夏前に完成した曲であり、「レクイエム」[注 1]を制作していた時期に既にギターリフが存在していたが保留となっていた[1]。作詞した菅波が言うには、昨年のツアー[注 2]で鹿児島県に行った際に訪れた、特攻隊の基地の跡の展示館（知覧特攻平和会館）で受けた衝撃から書かれ[1][6][7]、「燃え上がってるんだけど、キレイな風景に溶けていくような曲が書きたい」と思ったとのこと[1]。また、菅波を同展示館に誘ったのは岡峰で、ツアーオフの際に誘われた菅波はどこに行くのかも知らずに、心の準備をしないまま無邪気に同行したため衝撃が大きかったとのことである[8]。
2. 白い日記帳 (4:22)[5]
  - 作詞：松田晋二
  - 作詞した松田は、書き上げた詞に対して「こういうのもアリだな」と感じたという[1]。
3. カラビンカ (5:22)[5]
  - 作詞：菅波栄純
  - 「カラビンカ」とは、仏教における想像上の生物のこと（迦陵頻伽参照）。

## 収録アルバム
オリジナル
- 『ヘッドフォンチルドレン』 (#1)

ベスト
- 『BEST THE BACK HORN』 (#1)
- 『B-SIDE THE BACK HORN』 (#2,3)
- 『BEST THE BACK HORN Ⅱ』(#1)